# Rhabdomastix furva
Rhabdomastix furva là một loài ruồi trong họ Limoniidae. Chúng phân bố ở miền Cổ bắc.